# Giovanni Colonna (cardinale XIII secolo)
Giovanni Colonna (Roma, ... – Roma, 28 gennaio 1245) è stato un cardinale italiano della Chiesa cattolica, nominato da papa Innocenzo III.

## Biografia
Giovanni Colonna nacque a Roma da Oddone di Petrus de Columna durante l'ultimo quarto del XII secolo.
Già prima della sua elevazione alla porpora ebbe alcuni benefici in Inghilterra della cui nazione e di re Enrico III era considerato amico. 
Creato cardinale diacono del titolo dei SS. Cosma e Damiano fin dal 1206 da papa Innocenzo III, fu dallo stesso promosso cardinale prete nel concistoro del 18 febbraio 1212 con il titolo di cardinale presbitero di Santa Prassede che conserverà fino alla morte.
Partecipò ai conclavi del 1216, del 1227 del 1241 e del 1243. 

Nel 1217 fu nominato legato pontificio nell'Impero latino d'Oriente con il compito di rafforzare la Chiesa latina in quei territori limitando l'influenza dei Veneziani. In tale veste svolse numerosi incarichi risolvendo numerose controversie svolgendo nel 1219 temporanee funzioni di luogotenenza alla morte della reggente Iolanda, vedova dell'imperatore Pietro II di Courtenay. Nello stesso anno è presente all'assedio di Damietta da dove nel 1223 avrebbe riportato un frammento della colonna della flagellazione di Gesù Cristo per la chiesa di cui era titolare. Ricoprì anche l'incarico di legato a Napoli.

Da papa Onorio III fu nominato rettore pontificio nel ducato di Spoleto e in Tuscia tra il 1225 e il 1227.
Ritenuto il più potente tra i cardinali per patrimonio personale e artefice del consolidamento del potere della sua famiglia, da circa mezzo secolo resasi indipendente dai cugini conti di Tuscolo, e della quale per il possesso dei beni ne rivestì quasi certamente il ruolo di capo e protettore durante il suo cardinalato, fu fedele collaboratore di papa Gregorio IX che gli affidò numerosi incarichi. Da costui a partire dal 1237 prese poi le distanze fino alla rottura delle relazioni dopo che il pontefice radicalizzò la sua posizione antimperiale nei confronti di Federico II di Svevia che al Colonna si rivolse per tentare ancora un accordo.
Capo della fazione filoimperiale, dopo essersi rifugiato a Palestrina chiese alle milizie imperiali di muovere contro Roma. Subì la reazione della fazione rivale, la famiglia Orsini, che nel 1241 assediò la sua roccaforte nell'Urbe, il mausoleo di Augusto, e poi distrusse suoi palazzi in città. Matteo Rosso Orsini fu nominato nuovo e unico senatore di Roma da Gregorio IX, in sostituzione dei precedenti senatori Oddone Colonna (nipote del cardinale) e Annibaldo Annibaldi. L'Orsini tenne prigioniero il cardinal Colonna per circa un anno e mezzo, dall'autunno del 1241 alla primavera del 1243. Si fa partire da questi anni la storica rivalità tra le famiglie Colonna ed Orsini.
Persa negli ultimi anni di vita gran parte della sua influenza, morì a Roma dopo un cardinalato durato quaranta anni il 28 gennaio del 1245.
Egidio Hispanus, cardinale diacono dei santi Cosma e Damiano, fu suo esecutore testamentario. Non è noto il luogo della sepoltura.
Fu fondatore dell'ospedale di San Giovanni presso il Laterano.